# بودرتيت
بودرتيت هو معدن وحجر كريم نادر للغاية تم اكتشافه لأول مرة على شكل بلورات دقيقة في مونت سانت هيلير، كيبك، كندا، في سيتينات القرن العشرين. تم تسمية المعدن باسم عائلة بودريت لأنهم كانوا يديرون محجرًا في منطقة مونت سانت هيلير حيث تم العثور علية، والمحجر مملوك حاليًا لشركة محاجر سليمان في المملكة المتحدة 
يعد محجر بودرتيت أحد أعظم الكنوز المعدنية في العالم، وهو مصدر لأكثر من 60 نوعًا من المعادن النادرة.

## الشكل الكيميائي والفيزيائي للحجر
وصفة الكيميائ هو KNa2B3Si12O30 وهو الأكسيد الثلاثيني لسيليكات البورون والصوديوم والبوتاسيوم في الشكل السداسي التبلور ولونة وردي  فاتح شفاف زجاجي أحادي الزوايا سداسي الشكل البلوري وله مقياس صلادة 5 علي مقياس موس.

## تاريخ إكتشاف المعدن (الحجر الكريم)
لم يتم التعرف علي البودرتيت كمعدن جديد حتى عام 1986. وفي عام 2000، تم اكتشاف أول عينة موثقة لجودة الأحجار الكريمة من بودريتايت في موغوك، بورما.

## أكبر جوهرة بودريتيت مكتشفة
تعتبر جوهرة بودريتيت الرائعة التي يبلغ وزنها 9.41 قيراط، من بورما، واحدة من أكبر، إن لم تكن أكبر حجر بودريتيت في العالم. حيث يندر علي الإطلاق وجود حجر بودريتيت كريم نقي أكبر من 1 قيراط.

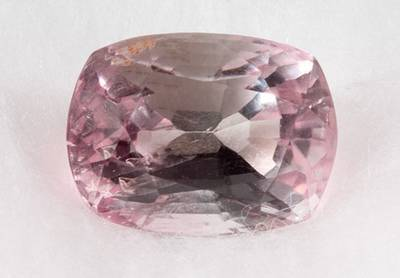
أكبر حجر بودرتيت في العالم